# El Talayotito
El Talayotito är en ort i Mexiko.   Den ligger i kommunen Guadalupe y Calvo och delstaten Chihuahua, i den nordvästra delen av landet, 1 100 km nordväst om huvudstaden Mexico City. El Talayotito ligger 2 414 meter över havet och antalet invånare är 125.
Terrängen runt El Talayotito är kuperad. Runt El Talayotito är det mycket glesbefolkat, med 6 invånare per kvadratkilometer. Närmaste större samhälle är Coloradas de los Chávez, 4,8 km nordväst om El Talayotito. I omgivningarna runt El Talayotito växer huvudsakligen savannskog.